# Symmocites rohdendorfi
Symmocites rohdendorfi är en fjärilsart som beskrevs av Kusnetzov 1941. Symmocites rohdendorfi ingår i släktet Symmocites och familjen Symmocidae. Inga underarter finns listade i Catalogue of Life.